# 34453 Elisapeters
34453 Elisapeters è un asteroide della fascia principale. Scoperto nel 2000, presenta un'orbita caratterizzata da un semiasse maggiore pari a 2,8938599 au e da un'eccentricità di 0,0498457, inclinata di 2,40722° rispetto all'eclittica.